# Girls Like You
«Girls Like You» — третий сингл американской поп-рок-группы Maroon 5 при участии певицы Карди Би с их шестого студийного альбома Red Pill Blues. Сингл был издан 5 июня 2018 года звукозаписывающими лейблами Interscope Records и 222. Сингл достиг первого места в Канаде (Canadian Hot 100) и США (Billboard Hot 100, став там четвёртым чарттоппером для группы Maroon 5 и третьим для Cardi B. По состоянию на апрель 2023 года видеоклип со звёздным участием камео посмотрели более 3,4 млрд раз на YouTube.

## История
«Girls Like You» это девятый трек с альбома Red Pill Blues via Apple Music. Он был анонсирован как третий официальный сингл с этого альбома, вслед за песней «Wait».
«Girls Like You» это поп- и поп-рок-песня.

## Коммерческий успех
«Girls Like You» дебютировал на позиции № 94 в американском хит-параде Billboard Hot 100, и спустя неделю после выхода видеоклипа поднялся на № 4. Сингл совершил четвёртый в истории самый быстрый прыжок вверх по чарту (на 90 пунктов с 94 на 4-е место) в истории Hot 100, и стал 14-м для Maroon 5 и 6-м для Cardi B хитом в лучшей десятке Топ-10. Спустя 6 недель достиг № 2 после «In My Feelings» рэпера Дрейка, а на 17-й неделе «Girls Like You» достиг № 1, став 4-м чарттоппером для группы Maroon 5 впервые после 2012’s «One More Night», а для певицы Cardi B её третьим чарттоппером. Благодаря «Girls Like You», сместившим «I Like It» на вершине радио-чарта Radio Songs, Карди Б стала первой женщиной-рэпершей, сместивший саму себя на вершине этого чарта. Также группа Maroon 5 благодаря этому синглу в 13-й раз возглавила радио-чарт взрослой поп-музыки Adult Top 40.
3 ноября 2018 года лидерство сингла достигло 6 недель в Billboard Hot 100 и 14 недель в Radio Songs (рекорд с 2007—2008 годов).
Эта песня также возглавила цифровой хит-парад US Digital Song, и чарты Adult Top 40 и Mainstream Top 40. Сингл возглавил канадский хит-парад Canadian Hot 100.

## Музыкальное видео
Музыкальное видео было поставлено режиссёром Дэвидом Добкиным и вышло 30 мая 2018 года на канале Vevo.
В видео Левин стоит у микрофона с группой на заднем плане, а затем вокруг него появляются по очереди одна или несколько танцующих женщин, молодых и суперзвёзд, активисток, актрис и несколько спортивных звёзд-чемпионок мира и олимпиад. Они губами проговаривают слова песни. В видеоролике демонстрируются выступления участников группы Maroon 5 и певицы Cardi B, а также камео (в порядке появления): певица Камила Кабельо, комедиантка Фиби Робинсон, олимпийская чемпионка по гимнастике Александра Райсман, сатирик Сара Сильверман, израильская актриса и модель Галь Гадот, канадская влоггер Лилли Сингх, мусульманская активистка Амани аль-Хатахтби, актриса Трейс Лисетт, актриса Тиффани Хэддиш, политик Энджи Ривера (Angy Rivera), телеперсона Франческа Рэмси, актриса Милли Бобби Браун, телеведущая Эллен Дедженерес (здесь впервые появляется и поёт Cardi B), певица Дженнифер Лопес, сноубордистка Хлоя Ким, футболистка Алекс Морган, певица Мэри Джей Блайдж, актриса Бини Фелдштейн, активистка Джеки Филдер (Jackie Fielder), автогонщица Даника Патрик, политик Ильхан Омар, актриса и режиссёр Элизабет Бэнкс, модель Эшли Энн Грэм, певица Рита Ора, а в конце появляется супруга Левина модель Бехати Принслу (одна из «ангелов» Victoria's Secret) с их маленькой полуторагодовалой дочкой Дасти Роуз Левин на руках матери.
Одежда, в которую одеты гости музыкального видео, содержит несколько сообщений, которые представляют собой различные месседжи социальной справедливости и идентичности. Активистка и борец за права иммигрантов Энджи Ривера (Angy Rivera), член Совета молодёжного лидерства штата Нью-Йорк, носит футболку своей организации с фразой «Undocumented Unafraid Unapologetic» («Без документов. Безрассудная. Непримиримая»). Амани аль-Хатахтби носит шляпу с именем своего сайта MuslimGirl.com, целью которой является открытый честный диалог об исламе в современном обществе. Олимпийская гимнастка Али Райсман одета в футболку с фразой «Всегда говори свою правду». Джеки Филдер, основатель коалиции американских аборигенов Сан-Франциско Defund DAPL Coalition, одета в футболку со словами «Снимай одежду, Вода это жизнь».

### Альтернативные версии
Две альтернативные версии видео были созданы Добкиным. Первая версия в виде вертикального видео была выпущена и загружена исключительно через Spotify 27 августа 2018 года. Как и в оригинальной версии там женщины поют и танцуют во вращении, за исключением Кабельо. Этот вариант также используется для концертного тура Red Pill Blues Tour (2018—2019). Вторая версия под названием Volume 2 вышла 16 октября 2018 года на канале YouTube и включает дополнительные кадры и несколько появлений Кабельо. В отличие от предыдущих версий, Volume 2 фокусируется на членах группы Maroon 5; видео заканчивается голосом Добкина, говорящим «снято!», со звуком хлопков в ладоши. Во второй половине Volume 2 Левин короткое время носит футболку со словами «Liberation Not Deportation» («Освобождение не депортации»), созданную организацией NYSYLC.

## Концертные исполнения
Группа исполнила песню «Girls Like You» во время их концертного тура Red Pill Blues Tour, вместе с кавером песни «Forever Young» группы Alphaville, как посвящение их бывшему менеджеру Джордану Фелдштейну, скончавшемуся 22 декабря 2017 года.

## Награды и номинации
Песня «Girls Like You» получила награду International Song of the Year на церемонии 2018 NRJ Music Awards, где также была номинация на лучшее видео года (Video of the Year). Песня также была номинирована на Song of Summer на церемонии MTV Video Music Awards (2018). Она также получила номинацию Best Pop Duo/Group Performance на Грэмми-2019.
| Год  | Церемония                       | Категория                      | Результат  | Ссылки |
| ---- | ------------------------------- | ------------------------------ | ---------- | ------ |
| 2018 | BreakTudo Awards                | Hit of the Year                | Номинация  | [ 26 ] |
| 2018 | BreakTudo Awards                | Best Collaboration             | Номинация  | [ 26 ] |
| 2018 | MTV Video Music Awards          | Song of Summer                 | Номинация  | [ 24 ] |
| 2018 | MTV Video Play Awards           | Winning Video                  | Победа     | [ 27 ] |
| 2018 | Norwegian GAFFA Awards          | Best Foreign Song              | Номинация  | [ 28 ] |
| 2018 | NRJ Music Awards                | International Song of the Year | Победа     | [ 23 ] |
| 2018 | NRJ Music Awards                | Video of the Year              | Номинация  | [ 23 ] |
| 2018 | Teen Choice Awards              | Choice Summer Song             | Номинация  | [ 29 ] |
| 2018 | E! People’s Choice Awards       | Music Video of the Year        | Longlisted | [ 30 ] |
| 2019 | ASCAP Pop Music Awards          | Winning Song                   | Победа     | [ 31 ] |
| 2019 | ''Billboard'' Music Awards      | Top Hot 100 Song               | Победа     | [ 32 ] |
| 2019 | ''Billboard'' Music Awards      | Top Streaming Song (Video)     | Номинация  | [ 32 ] |
| 2019 | ''Billboard'' Music Awards      | Top Collaboration              | Победа     | [ 32 ] |
| 2019 | ''Billboard'' Music Awards      | Top Radio Song                 | Победа     | [ 32 ] |
| 2019 | ''Billboard'' Music Awards      | Top Selling Song               | Победа     | [ 32 ] |
| 2019 | BMI Pop Awards                  | Winning Song                   | Победа     | [ 33 ] |
| 2019 | Grammy Awards                   | Best Pop Duo/Group Performance | Номинация  | [ 25 ] |
| 2019 | iHeartRadio Music Awards        | Song of the Year               | Номинация  | [ 34 ] |
| 2019 | iHeartRadio Music Awards        | Best Music Video               | Номинация  | [ 34 ] |
| 2019 | iHeartRadio Music Awards        | Best Lyrics                    | Номинация  | [ 34 ] |
| 2019 | iHeartRadio Music Awards        | Best Collaboration             | Номинация  | [ 34 ] |
| 2019 | iHeartRadio Titanium Awards     | Winning Song                   | Победа     | [ 35 ] |
| 2019 | Myx Music Awards                | Favorite International Video   | Номинация  | [ 36 ] |
| 2019 | Nickelodeon Kids' Choice Awards | Favorite Collaboration         | Номинация  | [ 37 ] |

## Позиции в чартах
| Чарт (2018)                                 | Высшая позиция |
| ------------------------------------------- | -------------- |
| Аргентина (Argentina Hot 100)               | 33             |
| Аргентина (Monitor Latino)                  | 18             |
| Аргентина Anglo (Monitor Latino)            | 2              |
| Австралия (ARIA)                            | 2              |
| Австрия (Ö3 Austria Top 40)                 | 8              |
| Бельгия/Фландрия (Ultratop 50)              | 5              |
| Бельгия/Валлония (Ultratop 50)              | 2              |
| Боливия (Monitor Latino)                    | 3              |
| Бразилия (Brasil Hot 100 Airplay)           | 1              |
| Канада (Billboard Canadian Hot 100)         | 1              |
| Канада (Billboard AC)                       | 1              |
| Канада (Billboard CHR/Top 40)               | 1              |
| Канада (Billboard Hot AC)                   | 1              |
| Хорватия (HRT)                              | 1              |
| Колумбия (National Report)                  | 38             |
| Чехия (Rádio — Top 100)                     | 2              |
| Чехия (Singles Digitál Top 100)             | 3              |
| Дания (Tracklisten)                         | 9              |
| Сальвадор (Monitor Latino)                  | 10             |
| Европа (Euro Digital Songs, Billboard)      | 1              |
| Финляндия (Suomen virallinen lista)         | 16             |
| Франция (SNEP)                              | 7              |
| Германия (GfK)                              | 9              |
| Мир (Billboard Global 200)                  | 138            |
| Греция (Digital Songs , Billboard)          | 1              |
| Греция (International Digital, IFPI Greece) | 3              |
| Венгрия (Rádiós Top 40)                     | 2              |
| Венгрия (Single Top 40)                     | 2              |
| Венгрия (Stream Top 40)                     | 3              |
| Исландия (Tonlist)                          | 1              |
| Ирландия (IRMA)                             | 5              |
| Израиль (Media Forest)                      | 1              |
| Италия (FIMI)                               | 5              |
| Япония (Billboard Japan Hot 100)            | 55             |
| Япония (Hot Overseas, Billboard)            | 4              |
| Латвия (Latvijas Top 40)                    | 1              |
| Ливан (Lebanese Top 20)                     | 1              |
| Люксембург (Billboard)                      | 3              |
| Малайзия (RIM)                              | 1              |
| Мексика (Mexico Airplay, Billboard)         | 24             |
| Мексика (Monitor Latino)                    | 2              |
| Нидерланды (Dutch Top 40)                   | 17             |
| Нидерланды (Single Top 100)                 | 18             |
| Новая Зеландия (Recorded Music NZ)          | 1              |
| Норвегия (VG-lista)                         | 9              |
| Польша (Polish Airplay Top 100)             | 3              |
| Португалия (AFP)                            | 4              |
| Румыния (Airplay 100)                       | 1              |
| Румыния (Romanian Radio Airplay)            | 1              |
| Румыния (Romania TV Airplay)                | 1              |
| Россия (TopHit)                             | 72             |
| Шотландия (OCC Scotland)                    | 4              |
| Сингапур (RIAS)                             | 1              |
| Словакия (Rádio — Top 100)                  | 1              |
| Словакия (Singles Digitál Top 100)          | 1              |
| Словения (SloTop50)                         | 2              |
| Республика Корея (Gaon)                     | 25             |
| Испания (PROMUSICAE)                        | 23             |
| Швеция (Sverigetopplistan)                  | 14             |
| Швейцария (Schweizer Hitparade)             | 4              |
| Великобритания (OCC UK Singles)             | 7              |
| США (Billboard Hot 100)                     | 1              |
| США (Billboard Adult Contemporary)          | 1              |
| США (Billboard Adult Pop Airplay)           | 1              |
| США (Billboard Dance Club Songs)            | 29             |
| США (Billboard Dance/Mix Show Airplay)      | 3              |
| США (Billboard Pop Airplay)                 | 1              |
| США (Billboard Rhythmic)                    | 21             |
| Венесуэла (Venezuela Anglo, Record Report)  | 1              |
| Венесуэла (Venezuela Pop, Record Report)    | 14             |

| Чарт (2018)                                       | Позиция |
| ------------------------------------------------- | ------- |
| Аргентина (Monitor Latino)                        | 66      |
| Австралия (ARIA)                                  | 8       |
| Австрия (Ö3 Austria Top 40)                       | 13      |
| Бельгия (Ultratop Flanders)                       | 16      |
| Бельгия (Ultratop Wallonia)                       | 4       |
| Канада (Canadian Hot 100)                         | 6       |
| Германия (Official German Charts)                 | 25      |
| Израиль (Galgalatz)                               | 1       |
| Италия (FIMI)                                     | 24      |
| Нидерланды (Dutch Top 40)                         | 65      |
| Нидерланды (Single Top 100)                       | 41      |
| Новая Зеландия (Recorded Music NZ)                | 8       |
| Румыния (Airplay 100)                             | 18      |
| Швейцария (Schweizer Hitparade)                   | 14      |
| Великобритания, Singles (Official Charts Company) | 26      |
| США, Billboard Hot 100                            | 10      |
| США, Adult Contemporary (Billboard)               | 13      |
| США, Adult Top 40 (Billboard)                     | 5       |
| США, Mainstream Top 40 (Billboard)                | 3       |

| Чарт (2010—2019)       | Позиция |
| ---------------------- | ------- |
| США, Billboard Hot 100 | 5       |

## Сертификации
| Регион | Сертификация          | Продажи    |
| --- | --------------------- | ---------- |
| Австралия (ARIA) | 13× Платиновый        | 910 000    |
| Бельгия (BEA) | Золотой               | 20 000     |
| Бразилия (ABPD) | 6× Бриллиантовый      | 960 000    |
| Канада (Music Canada) | 9× Платиновый         | 720 000    |
| Дания (IFPI Danmark) | 2× Платиновый         | 180 000    |
| Франция (SNEP) | Бриллиантовый         | 333 333    |
| Германия (BVMI) | Платиновый            | 400 000    |
| Италия (FIMI) | 3× Платиновый         | 150 000    |
| Мексика (AMPROFON) | 2× Платиновый+Золотой | 150 000    |
| Новая Зеландия (RMNZ) | 6× Платиновый         | 180 000    |
| Польша (ZPAV) | Бриллиантовый         | 250 000    |
| Португалия (AFP) | 3× Платиновый         | 30 000     |
| Испания (PROMUSICAE) | 2× Платиновый         | 80 000     |
| Великобритания (BPI) | 3× Платиновый         | 1 800 000  |
| США (RIAA) | Бриллиантовый         | 10 000 000 |
| Стриминг |                       |            |
| Швеция (GLF) | Платиновый            | 8 000 000  |
| Данные о продажах + прослушиваниях приведены только на основе сертификации. · Данные только о прослушиваниях приведены на основе сертификации. |                       |            |